# Just My Luck
Just My Luck er en amerikansk ungdomsfilm fra 2006. Det er en romantisk komedie om held og uheld.

## Medvirkende
- Lindsay Lohan
- Chris Pine
- Tom Fletcher
- Danny Jones
- Harry Judd
- Dougie Poynter
- Faizon Love
- Missi Pyle
- Bree Turner
- Samaire Armstrong.